# Шаранский район
Шара́нский райо́н (баш. Шаран районы) — административно-территориальная единица (район) и муниципальное образование (муниципальный район) в её границах под наименованием муниципальный район Шаранский район (баш. Шаран районы муниципаль районы) в составе Республики Башкортостан Российской Федерации.
Административный центр — село Шаран.

## География
Район расположен в западной части Башкортостана. Четверть площади района занимают смешанные леса, протекают реки Ик и Сюнь, разведаны месторождения нефти, кирпичного сырья.
Протяжённость с севера на юг составляет 38 километров, с запада на восток — 43 километра.

## История
В 1935 году на карте Башкортостана наряду с 14 новыми районами появился Шаранский район. Населённые пункты ранее входили в состав Туймазинского, Бакалинского, Чекмагушевского районов. 
Вновь образованный район состоял из 26 сельских советов, 136 населённых пунктов, в которых проживало 52 тысячи человек. Потенциал был представлен Шаранской МТС (машинно-тракторной станцией). Она располагала 30 маломощными колёсными и гусеничными тракторами, тремя зерноуборочными комбайнами. Также в районе было 13 грузовых автомобилей, около шести десятков прицепных сельскохозяйственных орудий. 
Первым коллективным хозяйством стала сельхозартель «Шаймурат», позднее переименованная в «Кызыл чулпан». Она образовалась в 1922 году. 
8349 жителей Шаранского района сражались с оружием в руках против немецких захватчиков, в том числе 18 девушек. В годы войны погибли 4317 шаранцев.
За годы Великой Отечественной войны район дал фронту более трёх миллионов пудов хлеба, 18 тысяч центнеров мяса, 5 миллионов 813 тысяч литров молока, 21 миллион рублей денежных средств. За ратный труд в годы войны награждены 6580 шаранцев. Район гордится пятью Героями Советского Союза и одним полным кавалером ордена Славы. Это Михаил Егоров, Зайнулла Мустакимов, Миргай Фархутдинов, Дмитрий Кармишин, Леонид Цыбизов и Салих Сабитов.
В конце 40-х годов XX века число колхозов дошло до 105, а число сельсоветов достигло 30. В 1949 году колхозы района получили от государства 32 гусеничных трактора, 20 комбайнов. Была организована третья машинно-тракторная станция. 
В 1963 году район был включён в состав Туймазинского района, а в 1964 году передан в состав Бакалинского района. Указом Президиума Верховного Совета РСФСР район 30 декабря 1966 года был восстановлен.
Инициаторами возрождения района были Ткачёв Константин Иванович, Гареев Мугалим Адылгареевич, Яркин Георгий Александрович, Агапитов Виктор Никифорович, Густов Василий Фёдорович. 
В начале XXI века построены и введены в эксплуатацию 20 общеобразовательных школ на 2820 ученических мест, в том числе 17 основных школ, детские сады на 275 мест. Введены в действие 10 учреждений культуры на 1620 мест. В 22 населённых пунктах открыты новые здания фельдшерско-акушерских пункта. В Шаране вырос прекрасный терапевтический корпус на 120 коек, в Мичуринске построено новое здание участковой больницы. 
Кроме того, за эти годы были построены пекарни, магазины, автостанция, баня, автоматизированные телефонные станции, новое здание прокуратуры, инспекции по налогам и сборам, а также целый ряд объектов производственного назначения. 
Объём промышленного производства за 2003 год составил 4 миллиона 149 тысяч рублей в фактических ценах. По сравнению с соответствующим периодом прошлого года увеличился на 18,2 процента. Индекс физического объёма производства составил 102 процента. Отгружено продукции на 11 миллионов 23 тысячи рублей и по сравнению с соответствующим периодом прошлого года эта цифра увеличилась на 38,6 процентов. Доля отгруженной продукции в объёме произведённой составила 98,9 процента. 
В 2003 году в бюджет района поступило 154 миллиона 191 тысяча рублей или 105,6 процента к уточнённому плану. Собственные доходы района составили 59 миллионов 648 тысяч рублей. 
В 2003 году всеми категориями хозяйств района произведено валовой продукции сельского хозяйства на сумму 1 миллиард 8 миллионов рублей. Всеми сельхозпроизводителями выращено и собрано зерновых и зернобобовых культур 60 387 тонн. 

## Население
| 1939    | 1959    | 1970    | 1979    | 1989    | 2002    | 2008    | 2009    | 2010    |
| ------- | ------- | ------- | ------- | ------- | ------- | ------- | ------- | ------- |
| 51 981  | ↘36 024 | ↘33 812 | ↘28 885 | ↘23 838 | ↗24 494 | ↗49 205 | ↘23 790 | ↘22 514 |
| 2012    | 2013    | 2014    | 2015    | 2016    | 2017    | 2018    | 2019    | 2021    |
| ↘22 111 | ↘21 843 | ↘21 536 | ↘21 244 | ↘20 832 | ↘20 518 | ↘20 303 | ↘19 901 | ↘19 795 |

Согласно прогнозу Минэкономразвития России, численность населения будет составлять:
- 2024 — 18,91 тыс. чел.
- 2035 — 15,7 тыс. чел.

### Национальный состав
Согласно Всероссийской переписи населения 2010 года: татары — 33 %, башкиры — 24,9 %, марийцы — 19,7 %, русские — 11,6 %, чуваши — 9,7 %, лица других национальностей — 4,3 %.
По итогам переписи населения 2020 года проживали следующие национальности (национальности менее 0,1 % и другое см. в сноске к строке «Другие»):
| Национальность | Численность, чел. | Доля     |
| -------------- | ----------------- | -------- |
| Татары         | 7105              | 35,89 %  |
| Башкиры        | 4509              | 22,78 %  |
| Марийцы        | 3315              | 16,75 %  |
| Русские        | 2712              | 13,70 %  |
| Чуваши         | 1786              | 9,02 %   |
| Узбеки         | 74                | 0,37 %   |
| Таджики        | 72                | 0,36 %   |
| Армяне         | 39                | 0,20 %   |
| Украинцы       | 23                | 0,12 %   |
| Другие         | 160               | 0,81 %   |
| Итого          | 19 795            | 100,00 % |

### Языковой состав
Согласно Всероссийской переписи населения 2010 года родными языками населения являлись:
татарский — 49,3 %, марийский — 18,8 %, русский — 15,2 %, чувашский — 7,8 %, башкирский — 7,0 % .
Согласно Всероссийской переписи населения 2020 года родными языками населения являлись: татарский — 37,7 %, башкирский — 19,1 %, марийский — 16,6 %, русский — 16,3 %, чувашский — 7,8 %.

## Административное деление
В Шаранский район как административно-территориальную единицу республики входит 13 сельсоветов.
В одноимённый муниципальный район в рамках местного самоуправления входит 13 муниципальных образований со статусом сельского поселения:
| №     | Муниципальное образование     | Административный центр   | Количество населённых пунктов | Население (чел.) | Площадь (км²) |
| ----- | ----------------------------- | ------------------------ | ----------------------------- | ---------------- | ------------- |
| 1e-06 | Сельское поселение            |                          |                               |                  |               |
| 1     | Акбарисовский сельсовет       | село Акбарисово          | 10                            | 1457             |               |
| 2     | Базгиевский сельсовет         | село Базгиево            | 6                             | 1024             |               |
| 3     | Дмитриево-Полянский сельсовет | деревня Дмитриева Поляна | 7                             | 781              |               |
| 4     | Дюртюлинский сельсовет        | село Дюртюли             | 8                             | 1545             |               |
| 5     | Зириклинский сельсовет        | село Зириклы             | 5                             | 991              |               |
| 6     | Мичуринский сельсовет         | село Мичуринск           | 25                            | 2373             |               |
| 7     | Нижнезаитовский сельсовет     | село Нижнезаитово        | 5                             | 794              |               |
| 8     | Нижнеташлинский сельсовет     | село Нижние Ташлы        | 3                             | 697              |               |
| 9     | Нуреевский сельсовет          | село Нуреево             | 8                             | 1086             |               |
| 10    | Писаревский сельсовет         | деревня Писарево         | 11                            | 794              |               |
| 11    | Старотумбагушевский сельсовет | деревня Старотумбагушево | 8                             | 717              |               |
| 12    | Чалмалинский сельсовет        | село Чалмалы             | 4                             | 1320             |               |
| 13    | Шаранский сельсовет           | село Шаран               | 3                             | 6724             |               |

### Населённые пункты
В районе 103 населённых пункта:
| Шаран            | ↗6022 |
| Зириклы          | ↘835  |
| Наратасты        | ↘735  |
| Нижнезаитово     | ↘690  |
| Дюртюли          | ↗582  |
| Чалмалы          | ↘563  |
| Дмитриева Поляна | ↘545  |
| Юмадыбаш         | ↘519  |
| Базгиево         | ↘465  |
| Нижние Ташлы     | ↘443  |
| Акбарисово       | ↘437  |
| Шаранбаш-Князево | ↘429  |
| Енахметово       | ↘416  |
| Емметово         | ↘397  |
| Нуреево          | ↘331  |
| Мичуринск        | ↘328  |
| Дюрменево        | ↘325  |
| Новоюмашево      | ↘296  |
| Еремкино         | ↘292  |
| Старотумбагушево | ↘289  |
| Писарево         | ↘288  |
| Сарсаз           | ↘273  |
| Барсуково        | ↘269  |
| Старые Тлявли    | ↘267  |
| Сакты            | ↘260  |
| Верхние Ташлы    | ↘248  |
| Источник         | ↘228  |
| Новотавларово    | ↘219  |
| Старочикеево     | ↘218  |
| Янгаулово        | ↘151  |
| Кугарчи-Буляк    | ↘149  |
| Кир-Тлявли       | ↘190  |
| Мещерево         | ↘179  |
| Куртутель        | ↘176  |
| Чупаево          | ↘176  |

| Тархан           | ↘174 |
| Новый Тамьян     | ↘173 |
| Уялово           | ↘159 |
| Старый Тамьян    | ↘156 |
| Рождественка     | ↘151 |
| Михайловка       | ↘138 |
| Новотумбагушево  | ↘136 |
| Биктышево        | ↘124 |
| Новоюзеево       | ↘119 |
| Новые Карьявды   | ↘118 |
| Стародражжево    | ↘118 |
| Темяково         | ↘107 |
| Три Ключа        | ↘107 |
| Урсаево          | ↘106 |
| Юность           | ↘106 |
| Новокнязево      | ↘105 |
| Булансаз         | ↘104 |
| Алпаево          | ↘103 |
| Старый Кичкиняш  | ↗103 |
| Тат-Кучук        | ↘100 |
| Старотурбеево    | ↘96  |
| Загорные Клетья  | ↘94  |
| Папановка        | ↘90  |
| Анисимова Поляна | ↘83  |
| Тимирово         | ↘83  |
| Борисовка        | ↗82  |
| Чекан-Тамак      | ↘78  |
| Шарлыкбаш        | ↘75  |
| Каразыбаш        | ↘74  |
| Изимка           | ↘70  |
| Каракашлы        | ↘61  |
| Еланчикбаш       | ↘58  |
| Новобайгильдино  | ↘55  |
| Преображенское   | ↘55  |
| Сюньбаш          | ↘51  |

| Новотурбеево      | ↘48 |
| Биккулово         | ↘47 |
| Бахча             | ↘46 |
| Новопетровка      | ↘40 |
| Новый Кичкиняш    | ↘39 |
| Новобайкиево      | ↘38 |
| Владимировка      | ↗37 |
| Соколовка         | ↘36 |
| Улик-Елга         | ↗36 |
| Новочикеево       | ↘34 |
| Кубаляк           | ↗31 |
| Елань-Елга        | ↘26 |
| Кызыл-Чулпан      | ↘26 |
| Алмаш             | ↘18 |
| Новотроицк        | ↘17 |
| Тан               | ↘16 |
| Новая Сбродовка   | ↘15 |
| Роща              | ↗14 |
| Таллыкуль         | ↘14 |
| Укияз             | ↘13 |
| Васильевка        | ↘11 |
| Новоалександровка | ↘11 |
| Таш-Чишма         | ↗10 |
| Имчаг             | ↘9  |
| Покровка          | ↗8  |
| Шалтыкбашево      | ↘8  |
| Григорьевка       | ↘4  |
| Сунгуровка        | ↘4  |
| Тугаряк           | ▬3  |
| Исаметово         | ↘2  |
| Буляково          | ↘0  |
| Бухара            | ↘0  |
| Каракулька        | ↘0  |

### Упразднённые населённые пункты
- Присюньское лесничество
- Суюндюково
- Туйгун
- Чингиз-Ивановка

## Экономика
Направление сельского хозяйства: зерново-животноводческое, возделывается сахарная свекла, подсолнечник, развито пчеловодство.

## Транспорт
Через территорию района проходят три ветки газопроводов: Челябинск — Петровск, Уренгой — Петровск и Уренгой — Новопсков. Компрессорная станция Шаранского ЛПУМГ ООО «Баштрансгаз» ежегодно перекачивает около 85 млрд м³ газа. Территорию района пересекают автомобильные дороги Бакалы — Туймазы и Чекмагуш — Туймазы.

## Образование
В районе 49 общеобразовательных школ, в том числе 17 средних, Шаранское ПУ, 26 массовых библиотек, 51 клубное учреждение, 4 больницы. Издаётся газета на русском и татарском языках «Шаранские просторы» — «Шаран киңлекләре».